# Musa acuminata
Espèce
Classification APG III (2009)
Musa acuminata est une espèce de bananiers de la famille des Musaceae originaire d'Asie du Sud-Est.
La plupart des variétés de bananes comestibles modernes (et notamment la célèbre Cavendish) appartiennent à cette espèce, même si certaines (les bananes plantains, ‘Figue-Pomme’...) relèvent de l'espèce Musa ×paradisiaca, l'hybride  entre Musa acuminata et Musa balbisiana.
Musa acuminata fait partie des premières espèces cultivées par l'homme autour de 8000 av. J.-C. C'est l'un des premiers exemples de plantes domestiquées.

## Description
Ce bananier mesure jusqu'à 9 m de haut.
L'hybride issu des bananiers sauvages d'Asie a une fleur mâle stérile à l'extrémité du régime de bananes.

## Répartition
On trouve Musa acuminata dans les régions suivantes : Chine, Inde, Sri Lanka, Indochine, Birmanie, Thaïlande, Indonésie, Malaisie et Philippines avec un centre secondaire de diversification en Afrique de l'est (sous-groupe triploïde AAA-EA) où elle a été introduite probablement dès le premier millénaire. L'espèce est largement cultivée ailleurs dans le monde.
Musa acuminata préfère les climats tropicaux humides et est moins rustique que Musa balbisiana. En climat tempéré, l'espèce nécessite une protection contre le gel.

## Liste des sous-espèces et variétés
Selon Catalogue of Life (27 juin 2014) :
- sous-espèce Musa acuminata subsp. acuminata
- sous-espèce Musa acuminata subsp. burmanica
- sous-espèce Musa acuminata subsp. errans
- sous-espèce Musa acuminata subsp. halabanensis
- sous-espèce Musa acuminata subsp. malaccensis
- sous-espèce Musa acuminata subsp. microcarpa
- sous-espèce Musa acuminata subsp. siamea
- sous-espèce Musa acuminata subsp. truncata
- variété Musa acuminata var. chinensis
- variété Musa acuminata var. sumatrana
- variété Musa acuminata var. tomentosa

Selon World Checklist of Selected Plant Families (WCSP) (27 juin 2014) :
- sous-espèce Musa acuminata subsp. acuminata
- sous-espèce Musa acuminata subsp. burmannica N.W.Simmonds (1956 publ. 1957)
  - variété Musa acuminata var. chinensis Häkkinen & H.Wang (2007)
- sous-espèce Musa acuminata subsp. errans (Blanco) R.V.Valmayor (2001)
- sous-espèce Musa acuminata subsp. halabanensis (Meijer) M.Hotta (1989)
- sous-espèce Musa acuminata subsp. malaccensis (Ridl.) N.W.Simmonds (1956 publ. 1957)
- sous-espèce Musa acuminata subsp. microcarpa (Becc.) N.W.Simmonds (1956 publ. 1957)
- sous-espèce Musa acuminata subsp. siamea N.W.Simmonds (1956 publ. 1957)
  - variété Musa acuminata var. sumatrana (Becc.) Nasution (1991)
  - variété Musa acuminata var. tomentosa (Warb. ex K.Schum.) Nasution (1991)
- sous-espèce Musa acuminata subsp. truncata (Ridl.) Kiew (2001)

Selon NCBI (27 juin 2014) :
- non-classé Musa acuminata AAA Group
- non-classé Musa acuminata AAAA Group
- sous-espèce Musa acuminata subsp. acuminata
  - variété Musa acuminata var. zebrina. Originaire de Java, cette sous-espèce est cultivée comme plante ornementale pour ses taches rouge sombre sur ses feuilles vert sombre.
- sous-espèce Musa acuminata subsp. burmannica
- sous-espèce Musa acuminata subsp. burmannicoides
- sous-espèce Musa acuminata subsp. errans
- sous-espèce Musa acuminata subsp. malaccensis
- sous-espèce Musa acuminata subsp. microcarpa
- sous-espèce Musa acuminata subsp. siamea

Selon The Plant List (27 juin 2014) :
- sous-espèce Musa acuminata subsp. burmanica N.W.Simmonds
- sous-espèce Musa acuminata subsp. errans (Blanco) R.V.Valmayor
- sous-espèce Musa acuminata subsp. halabanensis (Meijer) M.Hotta
- sous-espèce Musa acuminata subsp. malaccensis (Ridl.) N.W.Simmonds
- sous-espèce Musa acuminata subsp. microcarpa (Becc.) N.W.Simmonds
- sous-espèce Musa acuminata subsp. truncata (Ridl.) Kiew
- variété Musa acuminata var. sumatrana (Becc.) Nasution
- variété Musa acuminata var. tomentosa (Warb. ex K.Schum.) Nasution

Selon Tropicos (27 juin 2014) (Attention liste brute contenant possiblement des synonymes) :
- sous-espèce Musa acuminata subsp. acuminata
- sous-espèce Musa acuminata subsp. banksii N.W. Simmonds
- sous-espèce Musa acuminata subsp. burmanica N.W. Simmonds
- sous-espèce Musa acuminata subsp. burmannicoides
- sous-espèce Musa acuminata subsp. errans (Blanco) R.V.Valmayor
- sous-espèce Musa acuminata subsp. halabanensis (Meijer) M. Hotta
- sous-espèce Musa acuminata subsp. malaccensis (Ridl.) N.W. Simmonds
- sous-espèce Musa acuminata subsp. microcarpa (Becc.) N.W. Simmonds
- sous-espèce Musa acuminata subsp. siamea N.W. Simmonds
- sous-espèce Musa acuminata subsp. truncata (Ridl.) Kiew
- variété Musa acuminata var. "dwarf cavendish"
- variété Musa acuminata var. alasensis Nasution
- variété Musa acuminata var. bantamensis Nasution
- variété Musa acuminata var. breviformis Nasution
- variété Musa acuminata var. burmannicoides De Langhe
- variété Musa acuminata var. cerifera (Backer) Nasution. Espèce dont on extrait de la cire.
- variété Musa acuminata var. chinensis Hakkinen & H. Wang
- variété Musa acuminata var. flava (Ridl.) Nasution
- variété Musa acuminata var. halabanensis (Meijer) Nasution
- variété Musa acuminata var. longipetiolata Nasution
- variété Musa acuminata var. malaccensis (Ridl.) Nasution
- variété Musa acuminata var. microcarpa (Becc.) Nasution
- variété Musa acuminata var. nakaii Nasution
- variété Musa acuminata var. rutilipes (Backer) Nasution
- variété Musa acuminata var. sumatrana (Becc.) Nasution
- variété Musa acuminata var. tomentosa (Warb. ex K. Schum.) Nasution
- variété Musa acuminata var. violacea Kurz
- variété Musa acuminata var. zebrina (L. Van Houtte ex Planch.) Nasution